# Tschuden

Finno-ugrische Völker und ihre Nachbarn im frühen Mittelalter

 Der Begriff Tschuden (altrussisch чудь, estnisch tšuudid, finnisch tšuudit, čuđit) hat mehrere Bedeutungen. Es ist ein historisches Ethnonym (Volksbezeichnung) aus ostslawischen bzw. russischsprachigen schriftlichen Quellen des Mittelalters und der frühen Neuzeit, das für mehrere finno-ugrische Völker oder Bevölkerungsgruppen verwendet wird.
Die im 19. und frühen 20. Jahrhundert aufgezeichneten traditionellen mündlichen Überlieferungen der nördlichen Karelier, der Komi, der nördlichen Russen und der Samen kennen die Tschuden als mythisches Altvolk oder auch als Angehörige fremder, oftmals feindlicher, anderssprachiger Gruppen. Die Etymologie des Begriffes, der in verschiedenen nicht verwandten Sprachen vorkommt, ist umstritten. Eine diskutierte Variante ist die Ableitung vom gotischen Wort þiudа – Volk.

## Historische Ethnien

### Die Tschuden der frühen osteuropäischen Chroniken und Urkunden
Die Tschuden der Nestorchronik und anderer mittelalterlicher Geschichtswerke und Urkunden siedelten im Gebiet des heutigen nordwestlichen Russlands und Estlands. Der Begriff beschreibt zum einen Teil Vorfahren der Esten und der Setu sowie in einigen Fällen explizit die Woten, die nach dem Fluss Narva auch als Narova-Tschuden bezeichnet wurden.
Die Nestorchronik beschreibt für das Jahre 862 in mythologisierender Weise die Berufung der Waräger, die die Voraussetzung für die Entstehung der Herrschaftlinie der Rurikiden in der Kiewer Rus war. Dabei nennt sie eine Reihe von „Gründungsstämmen“, nämlich die slawischsprachigen „Slowenen“ (Ilmenslawen) und Kriwitschen sowie die Tschuden und als eigenständige Gruppe die ebenfalls finno-ugrischsprachigen Wes – die Vorfahren der Wepsen. Für 1030 ist die Errichtung der Burg Jurjew (estnisch Tartu) durch den Kiewer Großfürsten Jaroslaw den Weisen im Gebiet der „estnischen“ Tschuden belegt. Dieselbe Chronik erwähnt die Pskowsker Tschuden, die Vorfahren der Setu. In der tschudischen (Tschudnizewa) Straße in Nowgorod lebten im 10. Jahrhundert offenbar tschudische Angehörige der Oberschicht der Republik Nowgorod und im Tschudehof (Tschudin Dvor) in Kiew tschudische Gefolgsleute der Großfürsten. Seit dem 13. Jahrhundert werden in nowgoroder und moskauer Verwaltungstexten verschiedene finno-ugrischsprachige Gruppen, darunter Woten, Ischoren und Karelier als Tschuden bezeichnet.

### Die Sawolotschje-Tschuden
Die räumlich von den ostseefinnischen Tschuden getrennte, ebenfalls finno-ugrischsprachige Bevölkerung der heutigen Oblast Archangelsk östlich der Karelier und westlich der Komi wurde 1136 erstmals erwähnt und als Sawolotschje-Tschuden bezeichnet. Für das 13. bis 15. Jahrhundert ist die Entstehung einer slawisch-finnischen Mischbevölkerung in dieser Region dokumentiert. Diese Gruppen waren nach den Namen der Flüsse, an denen sie siedelten, benannt: Dwinjanen, Pineganen, Wytschegschanen und andere. Die letzte Erwähnung dieser Gruppe bezieht sich auf das frühe 17. Jahrhundert.
Einige Gruppen alteingesessener russischsprachiger Bewohner der Oblast Archangelsk bezeichnen sich heute wieder als Tschuden.

## Die Tschuden der Sagen und folkloristischen Erzählungen

### Die bösen Tschuden (Samen, Nördliche Karelier)
Die mündliche Überlieferung der Samen und nördlichen Karelier ist reich an Geschichten über als Tschuden bezeichnete Räuber und Feinde, die Wohngebiete der Nomaden plündern und trickreich überlistet und abgewehrt werden. Mündliche Erzählungen dieser Kategorie sind in großer Zahl auch für die Samen Nordnorwegens und der Kola-Halbinsel belegt. Der Film Pathfinder (Ofelaš) schildert Ereignisse im Zusammenhang mit einem Überfall von Tschuden auf die Samen. Mit dem sámischen Ausdruck Tschudek – der heute in der lulesamischen Sprache „Feind“ bedeutet – sind die oben beschriebenen historischen Tschuden nicht gemeint. Im Laufe der Geschichte wurden räuberischen Eindringlinge in Sápmi – ob karelischer, finnischer, russischer, schwedischer oder norwegischer Herkunft – von den Samen so bezeichnet. Insofern stiftet die traditionelle und seit langem so praktizierte Übersetzung des entsprechenden Begriffes aus den Samischen Sprachen in andere europäische Sprachen (Norwegisch, Russisch, Englisch, Deutsch) Verwirrung. Sprachlich-etymologische sowie mythologisch-folkloristische Bezüge zwischen den verschiedenen Überlieferungen (siehe auch folgenden Abschnitt) und auch der historischen Völkerbezeichnung können aber dennoch nicht ausgeschlossen werden.

### Das geheimnisvolle Volk (Komi, Nördliche Russen)
Die nordrussische und Komi-Überlieferung kennt die Tschuden, ein mythisches, zum Teil schatzhütendes Altvolk, das "in die Erde" gegangen ist und nahezu jeden Kontakt zu den Menschen abgebrochen hat. Die Komi-Tradition sieht in den Tschuden zum Teil die eigenen heidnischen Vorfahren.

## Weiterer Gebrauch der Begriffe Tschuden/tschudisch
Für die Wepsen war die Bezeichnung Tschuden bis 1917 in Gebrauch. Bei den Udmurten gibt es bis heute den Clannamen Tschudja/Schudja.
Der Peipussee an der Grenze zwischen Estland und Russland trägt im Russischen noch heute den Namen Tschudskoje osero – Tschudischer See. Die Tschuden sind auch namensgebend für die Stadt Tschudowo und zahlreiche kleinere Gewässer und Orte im nördlichen Osteuropa.